# Prison of Desire
Prison of Desire — первый студийный альбом нидерландской симфоник-метал-группы After Forever, выпущенный 24 апреля 2000 года на лейбле Transmission в Европе. В 2008 году альбом был переиздан на двух дисках.

## Об альбоме
В Prison of Desire Марк Янсен начинает серию песен The Embrace That Smothers об опасности организованной религии, далее эта тема была продолжена в альбомах The Phantom Agony и The Divine Conspiracy группы Epica.
В записи альбома приняла участие Шарон ден Адель, вокалистка Within Temptation, она исполняет песню «Beyond Me».

## Список композиций
Вся музыка написана М. Янсен, С. Гомманс, Ф. Янсен.
| №   | Название                                                   | Текст песни        | Длительность |
| --- | ---------------------------------------------------------- | ------------------ | ------------ |
| 1.  | «Mea Culpa (The Embrace that Smothers - Prologue)»         | М. Янсен           | 2:00         |
| 2.  | «Leaden Legacy (The Embrace that Smothers, Pt. I)»         | М. Янсен           | 5:07         |
| 3.  | «Semblance of Confusion»                                   | Ф. Янсен           | 4:09         |
| 4.  | «Black Tomb»                                               | Ф. Янсен           | 6:29         |
| 5.  | «Follow in the Cry (The Embrace that Smothers, Pt. II)»    | М. Янсен           | 4:08         |
| 6.  | «Silence from Afar»                                        | М. Янсен           | 5:51         |
| 7.  | «Inimical Chimera»                                         | Ф. Янсен           | 5:00         |
| 8.  | «Tortuous Threnody»                                        | Ф. Янсен           | 6:13         |
| 9.  | «Yield to Temptation (The Embrace that Smothers, Pt. III)» | М. Янсен           | 5:53         |
| 10. | «Ephemeral»                                                | М. Янсен           | 3:05         |
| 11. | «Beyond Me»                                                | М. Янсен, Ф. Янсен | 6:41         |

Бонус-треки
| №   | Название                                                 | Длительность    |
| --- | -------------------------------------------------------- | --------------- |
| 12. | «Wings of Illusion» (Japanese Release)                   | 7:26            |
| 13. | «Leaden Legacy (Instrumental Version)» (Limited Edition) | 5:09            |
| 14. | «Silence from Afar (radio edit)» (4:37)                  | Chilean Release |

### Издание 2008 года
Диск 1
| №  | Название                                        | Длительность |
| -- | ----------------------------------------------- | ------------ |
| 1. | «Wings of Illusion» (Non-album track)           | 7:22         |
| 2. | «Mea Culpa» (Instrumental version)              | 2:01         |
| 3. | «Mea Culpa» (A capella version)                 | 1:50         |
| 4. | «Semblance of Confusion» (Instrumental version) | 4:07         |
| 5. | «Follow in the Cry» (Instrumental version)      | 4:05         |
| 6. | «Follow in the Cry» (A capella version)         | 1:20         |

Диск 2
| №   | Название                 | Длительность |
| --- | ------------------------ | ------------ |
| 1.  | «Silence from Afar»      | 5:55         |
| 2.  | «Wings of Illusion»      | 7:21         |
| 3.  | «Follow in the Cry»      | 4:04         |
| 4.  | «Yield to Temptation»    | 5:52         |
| 5.  | «Semblance of Confusion» | 4:06         |
| 6.  | «Beyond Me»              | 6:13         |
| 7.  | «Black Tomb»             | 6:29         |
| 8.  | «Tortuous Threnody»      | 6:10         |
| 9.  | «Ephemeral»              | 3:03         |
| 10. | «Inimical Chimera»       | 4:58         |
| 11. | «Silence from Afar»      | 5:50         |
| 12. | «Mea Culpa»              | 2:01         |
| 13. | «Leaden Legacy»          | 5:04         |
| 14. | «Wings of Illusion»      | 7:21         |

## Участники записи

### Группа
- Флор Янсен — вокал (сопрано)
- Марк Янсен — гитара, гроулинг
- Сандер Гомманс — гитара, гроулинг
- Люк ван Гервен — бас-гитара
- Як Дриззен — клавишные
- Йоп Беккерс — ударные

### Приглашённые участники
- Шарон ден Адель — вокал в песне «Beyond Me»
- Hans Cassa — хор
- Caspar De Jonge — хор
- Yvonne Rooda — хор
- Melissa 't Hart — хор